# Burlington Barracudas
Die Burlington Barracudas waren ein kanadisches Fraueneishockeyteam aus Burlington, Ontario, das zwischen 2007 und 2012 an der Canadian Women’s Hockey League teilnahm. Im Jahr 2007 gehörten die Barracudas zu den Gründungsmitgliedern der Canadian Women’s Hockey League.

## Geschichte
Seit den 1960er Jahren existiert in Burlington der Burlington Girls Hockey Club. Aus diesem heraus wurden 2007 die Burlington Barracudas als Gründungsteams der Canadian Women’s Hockey League gegründet. Die Barracudas erreichten in den ersten drei Jahren ihres Bestehens jeweils die Playoffs. Während der Saison 2009/10 war Burlingtons Ashley Johnston mit 16 Jahren die jüngste Spielerin der gesamten CWHL. Am Ende dieser Spielzeit erreichte das Team der Barracudas zum einzigen Mal das Playoff-Finale der CWHL, dass gegen die Brampton Canadettes-Thunder verloren ging.
Nach fünf Jahren Teilnahme an der CWHL wurde das Team 2012 aus finanziellen Gründen aufgelöst. Die Spielerinnen wechselten mehrheitlich zu den Toronto Furies oder Brampton Thunder.
Der Burlington Girls Hockey Club spielt seit 2004 auf Juniorenniveau in der Provincial Women’s Hockey League.

## Erfolge
- 2008 CWHL Top Defender Becky Kellar
- 2008 CWHL All-Stars Becky Kellar und Jana Harrigan
- 2009 CWHL Top Defender Becky Kellar
- 2010 Playoff-Finalteilnahme

## Saisonstatistik
| Saison  | Sp | S  | N  | U/OTN | T  | GT  | Punkte | Platzierung | Play-offs                  |
| ------- | -- | -- | -- | ----- | -- | --- | ------ | ----------- | -------------------------- |
| 2007/08 | 30 | 11 | 18 | 1     | 76 | 98  | 23     | 5. Platz    | Niederlage in der 2. Runde |
| 2008/09 | 30 | 11 | 16 | 3     | 82 | 99  | 25     | 4. Platz    | Niederlage in der 1. Runde |
| 2009/10 | 30 | 19 | 8  | 3     | 94 | 80  | 41     | 3. Platz    | Finalniederlage            |
| 2010/11 | 26 | 6  | 18 | 2     | 54 | 108 | 14     | 5. Platz    | Playoffs verpasst          |
| 2011/12 | 27 | 1  | 26 | 0     | 46 | 150 | 2      | 6. Platz    | Playoffs verpasst          |

Legende zur Saisonstatistik: GP oder Sp = Spiele insgesamt; W oder S = Siege; L oder N = Niederlagen; T oder U = Unentschieden; OTS = Siege nach Verlängerung (Overtime);  OTN oder OL = Overtime-Niederlagen; SOS = Shootout-Siege; SOL oder SON = Shootout-Niederlagen; P oder Pkt = Punkte; Pct % = Siege in %; GF oder T = Tore; GA oder GT = Gegentore

## Bekannte ehemalige Spielerinnen
- Brianne Jenner
- Becky Kellar
- Danijela Rundqvist

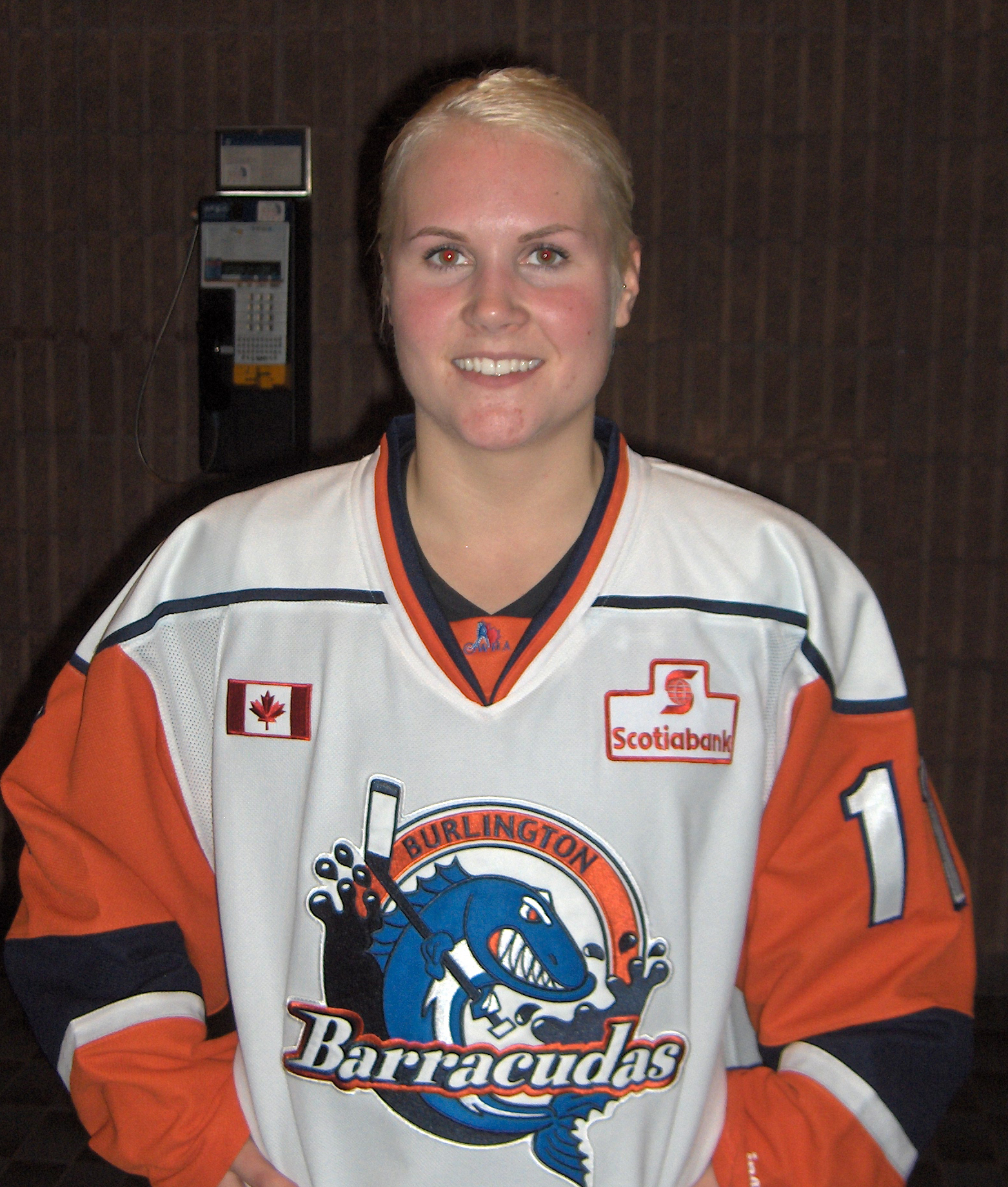
Annina Rajahuhta
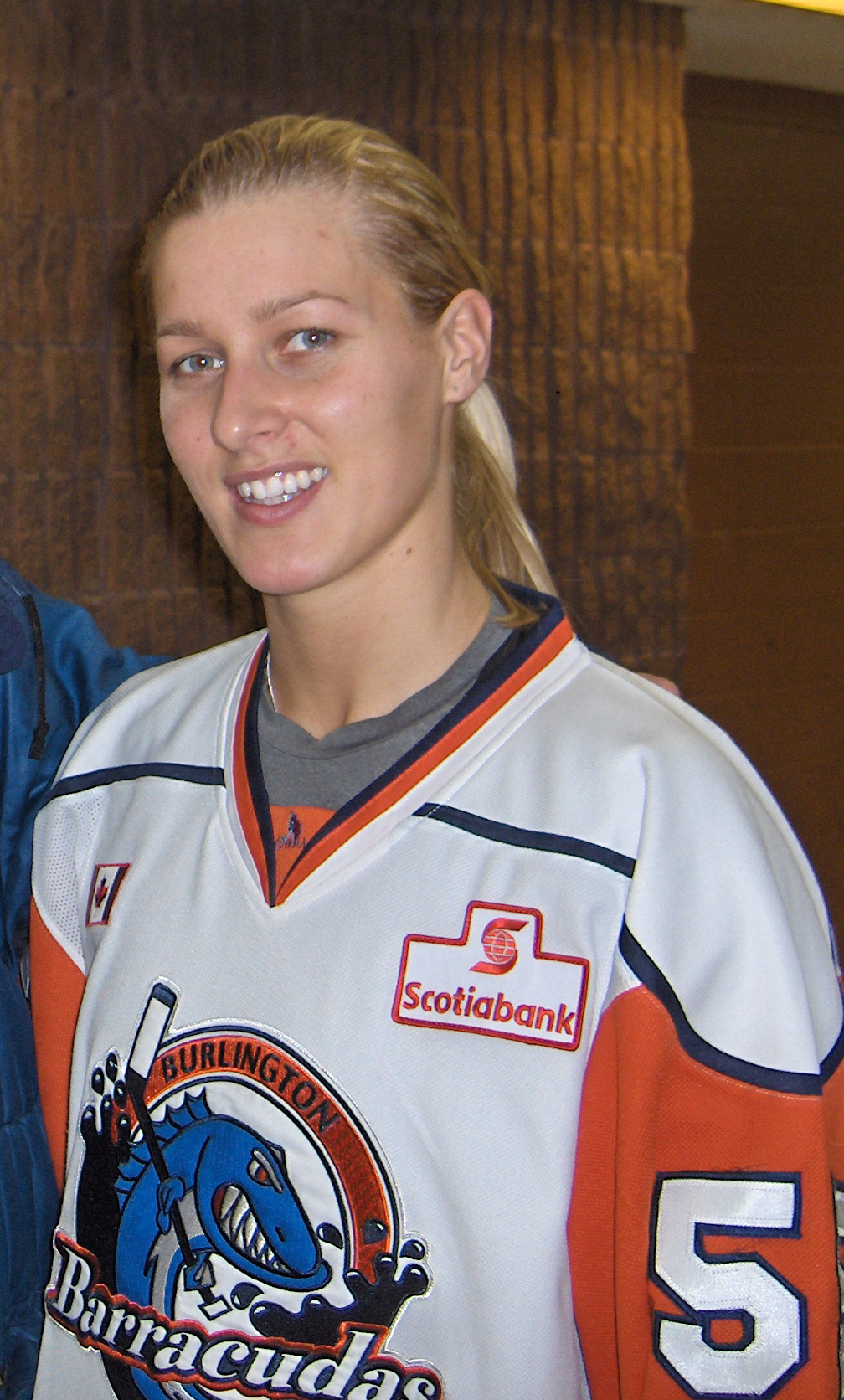
Danijela Rundqvist

- Sommer West
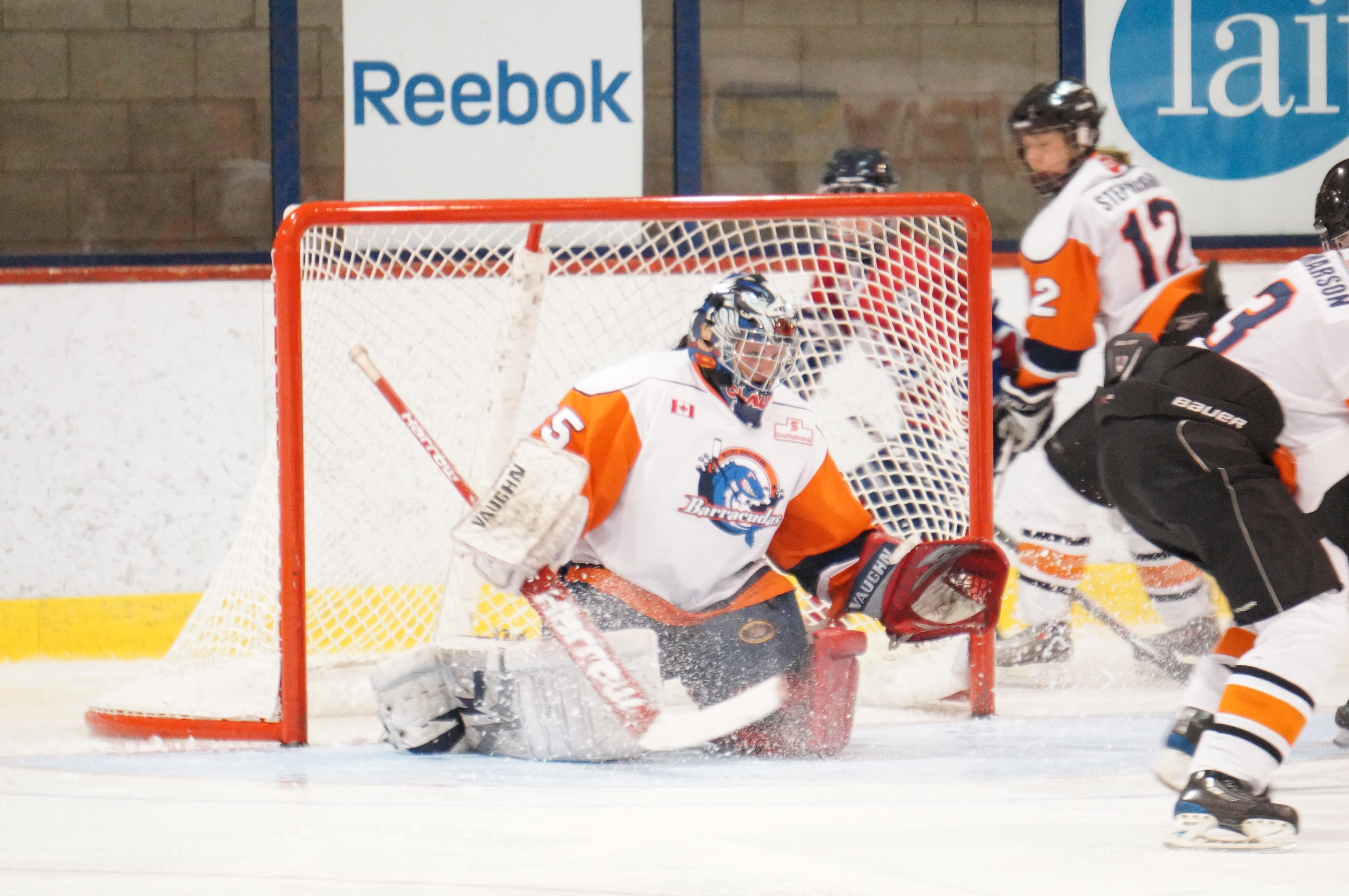
Christina Kessler
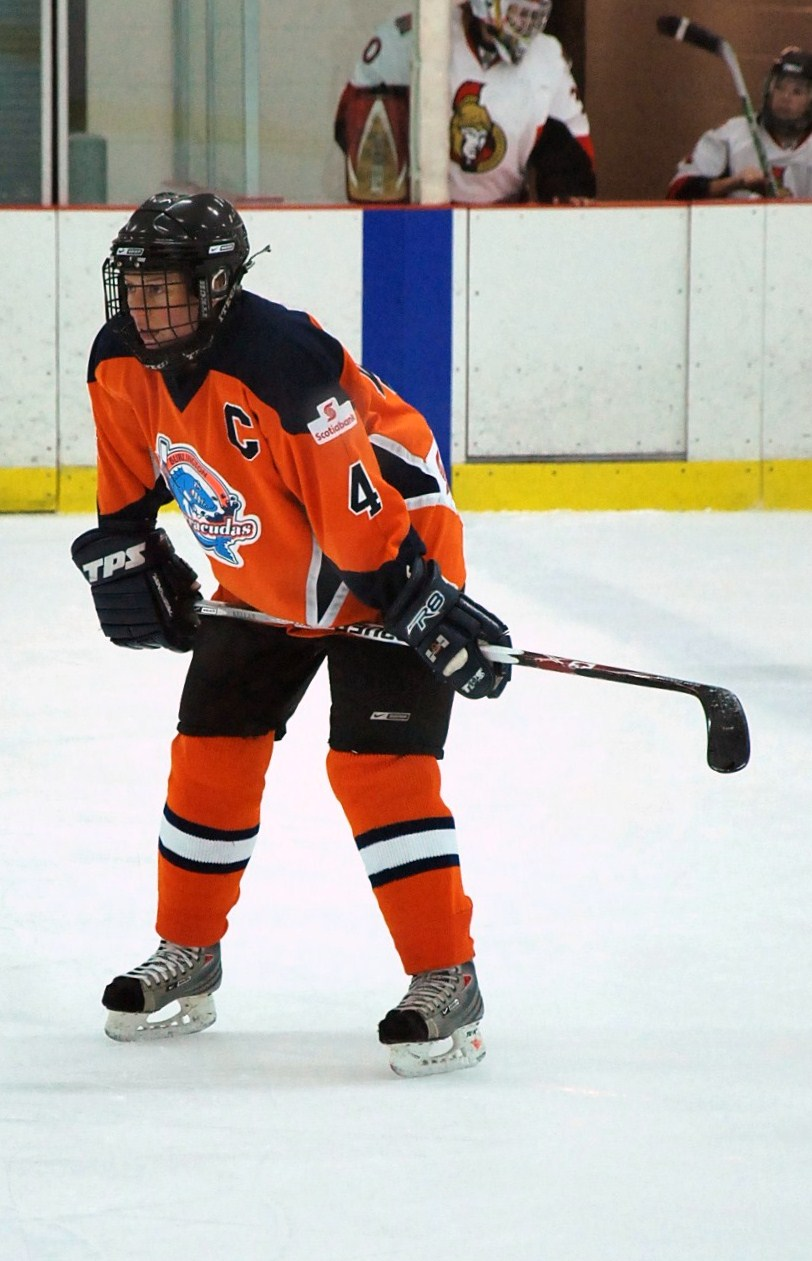
Becky Kellar
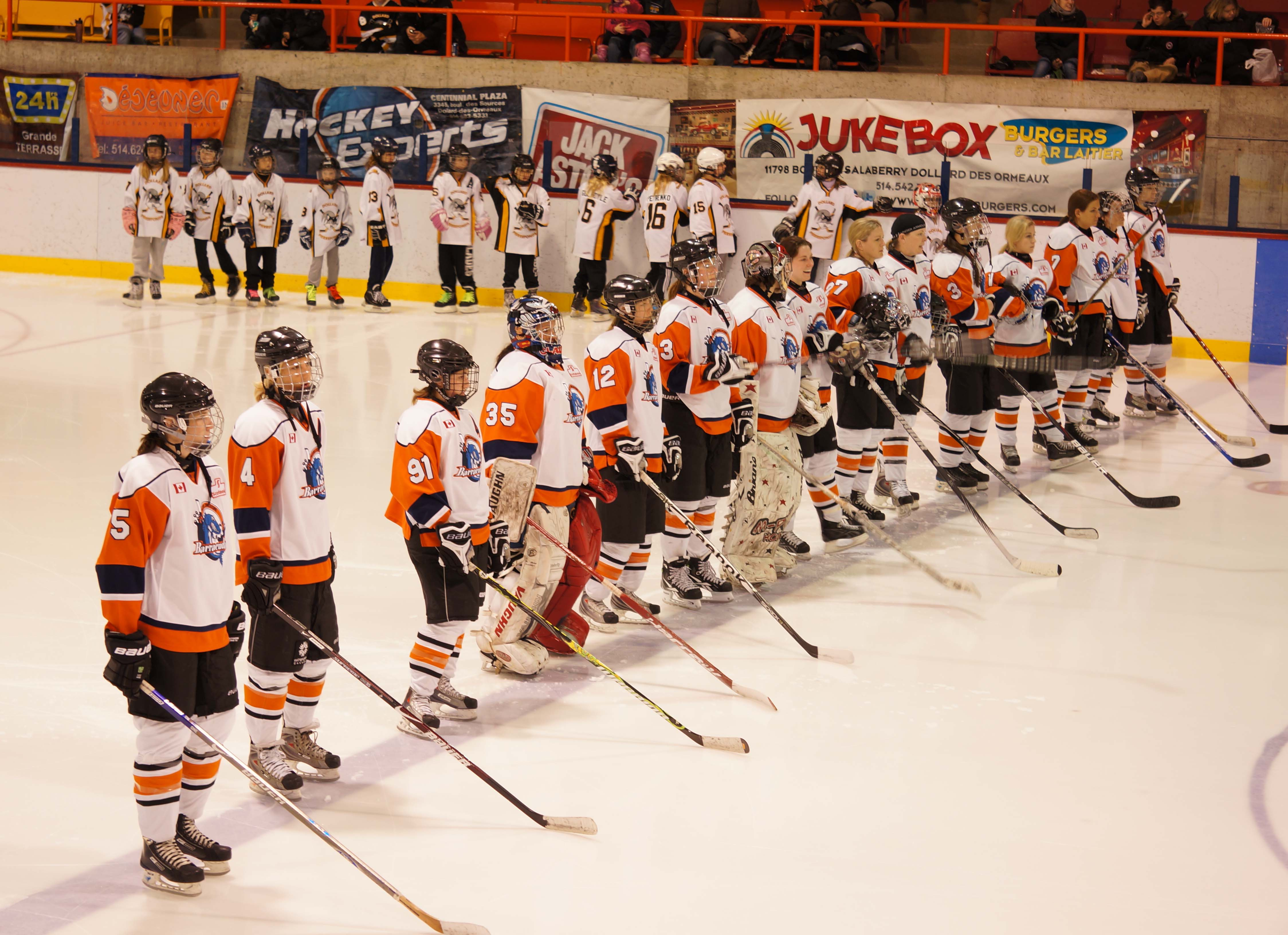
Mannschaftsaufstellung (2012)

- Annina Rajahuhta
- Danijela Rundqvist
- Christina Kessler
- Becky Kellar
- Mannschaftsaufstellung (2012)